# Trapstaartekster
De trapstaartekster (Temnurus temnurus) is een zangvogel uit de familie Corvidae (kraaien).

## Verspreiding en leefgebied
Deze soort komt voor in Zuidoost-Azië, met name in de wouden van centraal Laos, noordelijk Vietnam en Hainan.